# روتنیا

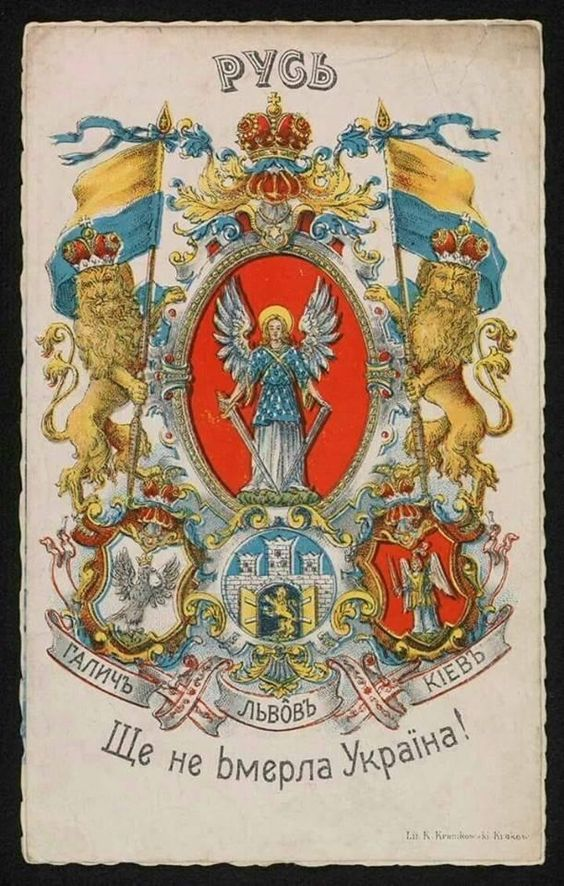
کارت پستال نقاشی شده توسط یک نقاشی لهستانی در سال ۱۹۰۷ که در آن نمادهای ملی روتنیا را رسم نموده‌است:
1. میکائیل فرشته حامی کی‌یف و سرزمین‌های اطراف دنیپر.
2. شیر روتنیایی، نماد غرب اوکراین.
۳. زرد و آبی، رنگ‌های ملی پس از انقلاب‌های ۱۸۴۸.
1. نشان‌های هالیچ، لویو و کیف.
2. شعار: اوکراین هنوز نمرده‌است

روتنیا (‎/ruːˈθiːniə/‎; لاتین: Ruthenia or Rutenia, لهستانی: Ruś, اوکراینی: Русь) نامی خارجی است که در لاتین قرون وسطی نخست برای اشاره به روس کی‌یف، پادشاهی گالیسیا-وولینیا به کار برده می‌شد و پس از فروپاشی این پادشاهی‌ها به صورت کلی به نواحی که اسلاوهای شرقی و ارتدکس شرقی در دوک‌نشین بزرگ لیتوانی و پادشاهی لهستان سکونت داشت گفته می‌شد. امروز این نواحی اوکراین و بلاروس نامیده می‌شوند.
در دوران جدید عبارت روتنیا بیشتر معطوف به استان روسنیان و هتمانات کازاک شد. بوگدان خملنیتسکی در سال ۱۶۹۶ میلادی به نماینده دولت لهستان آدام کیشل گفت که حاکم دولت روتنیا است. در مشترک‌المنافع لسهتان-لیتوانی-روتنیا دولت هتمانات کازاک شاهزاده‌نشین بزرگ روتنیا نامیده می‌شد.
در پادشاهی اتریش-مجارستان به نواحی اوکراینی‌نشین پادشاهی گالیسیا و لودومریا که غرب کشور اوکراین امروزی را تشکیل می‌دهند روتنیا گفته می‌شد. در حال حاضر که هویت ملی اوکراینی‌ها بر بیشتر بخش‌هایی که پیشتر روتنیا نامیده می‌شد این عبارت برای اشاره به ناحیه‌ای میان اروپای مرکزی و اروپای شرقی به کار می‌رود که روسین‌ها در آن سکونت دارند. ناحیه‌ای در دامنه کوه‌های کارپاتی که امروز جزوی از کشورهای اوکراین، لهستان و اسلواکی است.

## ریشه‌شناسی
واژه روتنیا از کلمه لاتین Ruthenia نشات می‌گیرد که برای اشاره به نواحی که مردمان روس در آن زندگی می‌کردند به کار می‌رفت. در قرون وسطی نویسندگان اروپایی این واژه را برای مناطقی که اسلاوهای شرقی در آن زندگی می‌کردند به کار می‌بردند. تا قرن ۱۷ میلادی روسیه امروزی روتنیای بزرگ یا روتنیای سفید نامیده می‌شد. یوهان بوموس در رساله‌های خود که سال ۱۵۲۰ منتشر شدند روتنیا را سرزمینی می‌نامد که از دریای بالتیک تا دریای خزر و از رود دن تا اقیانوس شمالی ادامه دارد. این سرزمین منبع موم زنبور عسل است و جنگل‌های بسیار آن جانوران ارزشمند بسیاری دارد که خز آن‌ها استفاده می‌شود. دیپلمات دانمارکی یاکوب اولفلدت که برای دیدار با ایوان چهارم در سال ۱۵۷۸ به روسیه سفر کرده بود نام کتاب خاطرات خود از این سفر را «سفر به روتنیا» گذاشت.

## قرون وسطی نخستین

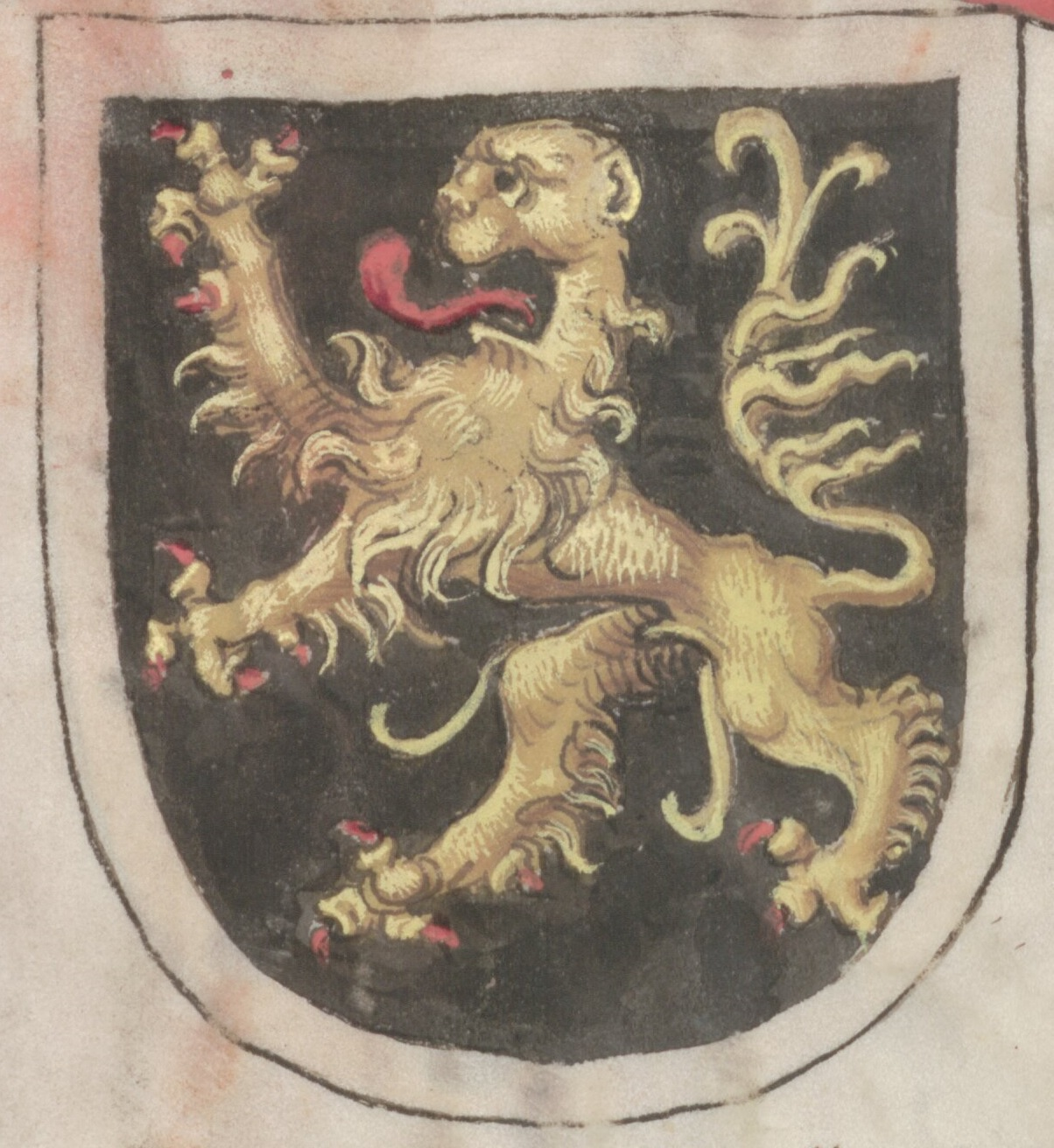
شیر روتنیایی که به عنوان نشان روتنیا در شورای کنستانس به کار برده شد. قرن ۱۵ میلادی

متون اروپایی از قرن ۱۱ میلادی روتنیا را برای توصیف مناطق تحت کنترل روس کی‌یف به کار می‌بردند. همچنین این عبارت برای توصیف اسلاوهای بالتیک مانند ساکنین جزیره روگن به کار می‌رفت. با تهاجم مغول‌ها به اروپا در قرن ۱۳ میلادی بخش بزرگی از روتنیا به اشغال آن‌ها درآمد و نواحی غربی روتنیا در دوک‌نشین بزرگ لیتوانی ادغام شدند و نام منطقه دوک‌نشین بزرگ لیتوانی روتنیا مبدل شد. پادشاهی لهستان هم هنگامی که گالیسیا را تصرف نمود لقب شاه روتنیا را به القاب خود اضافه کرد. این القاب هنگامی که مشترک‌المنافع لهستان–لیتوانی به وجود آمد با هم ترکیب شدند. بخش کوچکی از سرزمین روس‌ها با نام روتنیای کارپاتی در قرن ۱۱ میلادی به تصرف پادشاهی مجارستان درآمد و شاهان مجارستان تا سال ۱۹۱۸ میلادی لقب «شاه گالیسیا و لودومریا» را استفاده می‌کردند.

## قرون وسطی متاخر
دوک‌نشین بزرگ مسکو در قرن ۱۵ میلادی بخش بزرگی از سرزمین‌های قدیمی روتنیا را به تصرف خویش درآورد و برای اشغال بقیه مناطق روتنیایی با لیتوانی وارد جنگ شد. در سال ۱۵۴۷ دوک مسکو عنوان دوک‌نشین مسکو و تزار تمام روس‌ها را برای خویش برگزید و ادعا رهبری تمام ملت روس را داشت که البته مورد پذیرش لهستان قرار نگرفت. روس‌های مسکو که ارتدکس شرقی بودند به جای واژه لاتین روتنیا، ترجمه یونانی آن یعنی روسیه(Ῥωσία) را برگزیدند.
در قرن ۱۴ میلادی بخش‌های جنوبی سرزمین روتنیا مانند پادشاهی گالیسیا-وولینیا و کی‌یف جزوی از دوک‌نشین بزرگ لیتوانی شد. لیتوانی در سال ۱۳۸۴ با لهستان متحد شد و سال ۱۵۶۹ مشترک‌المنافع لهستان–لیتوانی از ترکیب این دو پادشاهی به وجود آمد. در این پادشاهی خط لاتین مرسوم بود و به همین جهت نام لاتین این منطقه یعنی روتنیا را استفاده می‌کردند.
نواحی جنوبی روتنیا عبارت بودند از:
- پادشاهی گالیسیا-وولینیا (اوکراینی: Галич-Волинь، آوانگاری: Halych-Volyn or Галицько-Волинське королівство، Halytsko-Volynske korolivstvo; لهستانی: Ruś Halicko-Wołyńska or لهستانی: Księstwo halicko-wołyńskie)
- گالیسیا (اوکراینی: Галич، آوانگاری: Halych or Галицько-Волинська Русь، Halytsko-Volynska Rus; لهستانی: Ruś Halicka)
- روتنیای سفید (بخش شرقی بلاروس امروزی؛ بلاروسی: Белая Русь; لهستانی: Ruś Biała)
- روتنیای سیاه (بخش غربی بلاروس امروزی؛ بلاروسی: Чорная Русь لهستانی: Ruś Czarna)
- روتنیای سرخ، اوکراین غربی و جنوب شرقی لهستان؛ اوکراینی: Червона Русь، آوانگاری: Chervona Rus; لهستانی: Ruś Czerwona)
- روتنیای کارپاتی (اوکراینی: Карпацька Русь، آوانگاری: Karpatska Rus; لهستانی: Ruś Podkarpacka)

## دوران جدید

### اوکراین
واژه‌هایی مانند روس و روسیه تا مدت‌ها توسط اوکراینی‌ها برای اشاره به اوکراین به کار می‌رفت. هنگامی که پادشاهی هابسبورگ در سال ۱۷۷۲ پادشاهی گالیسیا و لودومریا را در خود ادغام نمود مقامات اتریشی متوجه شدند که اسلاوهای شرقی آن منطقه با لهستانی‌ها و مردم روسیه تفاوت دارند و خود را روس می‌نامند.
در سال‌های نخستین قرن بیستم اما قوم‌نام اوکراین محبوبیت بیشتری یافت و مصطلح شد. واژه روس محدود به نواحی غربی اوکراین امروزی مانند گالیسیا و روتنیای کارپاتی گشت.

### روتنیای جدید

ناحیه خودمختار کارپاتی روتنیا و کشور کارپاتی اوکراین در سال‌های ۱۹۳۸ و ۱۹۳۹

پس از سال ۱۹۱۸ میلادی واژه روتنیا صرفاً برای اشاره به نواحی جنوبی کوه‌های کارپات در پادشاهی مجارستان به کار رفت که مردم روتنیایی در آن زندگی می‌کردند. این مردم آخرین گروه از اسلاوهای شرقی بودند که همچنان بر استفاده از نام باستانی لاتین روتنیایی برای خود اصرار می‌ورزیدند و امروزه روسین‌ها برای اشاره به روتنیایی‌های به کار می‌رود که همچنان ملی‌گرایی اوکراینی را به صورت کامل نپذیرفته‌اند.
روتنیای کارپاتی که از سال ۱۰۰۰ میلادی جزوی از پادشاهی مجارستان بود در سال ۱۹۱۹ به چکسلواکی داده شد. از آن هنگام مردم روتنیایی آن ناحیه به سه گروه تقسیم شدند: گالیسیایی‌های روس‌دوست که روتنیایی‌ها را جزوی از ملت روس می‌دانند، اوکراینی‌دوست‌ها که خود را جزوی از ملت اوکراین می‌دانند و روتنیایی‌دوست‌ها که ادعا دارند روتنیایی‌های کارپاتی ملتی جدا هستند و در بقای فرهنگ و زبان روسینی می‌کوشند.
در ۱۵ مارس ۱۹۳۹ میلادی رهبر اوکراینی‌دوست روتنیای کارپاتی به نام آوگوستین والوشین استقلال کشوری با نام کارپاتی اوکراین را اعلام کرد که همان روز با حمله قوای ارتش مجارستان اشغال شد. در سال ۱۹۴۴ ارتش سرخ این ناحیه را اشغال نمود و سال ۱۹۴۵ این ناحیه به جمهوری شوروی سوسیالیستی اوکراین داده شد. در شوروی روسین‌ها را به عنوان یک قوم جدا به رسمیت نمی‌شناختند و آن‌ها را اوکراینی می‌دانستند.
اقلیتی از روسین‌ها که پس از جنگ جهانی دوم در اسلواکی باقی ماندند به شدت تحت اسلواکی‌سازی قرار گرفتند.
خط نوشتاری روتنیایی در سال ۱۹۹۵ یکسان‌سازی شد.

## روسینیم
کارل ارنست کلاوس وقتی که در سال ۱۸۴۴ در میان سنگ معدن پلاتین عنصر جدید را کشف نمود آن را به تاسی از نام لاتین روسیه که Ruthenia نوشته می‌شد روتنیم نامید.